# Nemognatha capillaris
Nemognatha capillaris är en skalbaggsart som beskrevs av Enns 1956. Nemognatha capillaris ingår i släktet Nemognatha och familjen oljebaggar. Inga underarter finns listade i Catalogue of Life.